# Eva Uddén Sonnegård
Eva Christina Uddén Sonnegård, född Uddén 1950 i Stockholm, är en svensk ekonom och moderat politiker. Hon var 2006-2010 statssekreterare hos Sven Otto Littorin på Arbetsmarknadsdepartementet med ansvar för arbetsmarknads- och arbetslivspolitik. Hon slutade i samband med Littorins avgång som arbetsmarknadsminister.
Uddén Sonnegård är ekonomie doktor och disputerade 1993 med avhandlingen Wage Formation in a Unionized Economy vid Handelshögskolan i Stockholm. Hon har också studerat vid University of California, Massachusetts Institute of Technology och Institutet för internationell ekonomi. Hon tjänstgjorde på Sveriges riksbank 1994-2004 och Moderaternas riksdagskansli 2004-2006.
Uddén Sonnegård är dotter till Innovationsföretaget Permobils grundare, Per Uddén.

## Fotnoter
1. ↑  Hitta.se, läs online.[källa från Wikidata]